# Benita de Benito y Tejada
Benita de Benito y Tejada (Bilbao, 17 de febrer de 1854 - Madrid, 1896) va ser una pintora basca.
Va néixer a Bilbao, en una família humil, filla d'un manyà que va treballar a l'estació de Bilbao i, més tard, en una fàbrica del Escorial. Les primeres nocions de dibuix les va aprendre a la seva ciutat natal, on va demostrar bones dots per a la pintura. Als vint anys, va iniciar estudis artístics al Reial Conservatori i a l'Escola Especial de Pintura, Escultura i Gravat de Madrid. En el transcurs dels estudis va ser premiada amb una medalla en l'assignatura de perspectiva i paisatge elemental i un accèssit en la de dibuix de l'antic i vestidures en el curs de 1881-1882.
Benito va participar en les exposicions Nacionals de Belles Arts de 1876 amb l'obra El guardià, i la de 1881 amb La primera passa, una quadre de grans dimensions. El 1882 va participar en l'exposició provincial de Biscaia. Una altra de les seves obres conegudes és La fi de la reina Blanca.
Va morir als 42 anys a Madrid a causa de la tuberculosi.